# Бургасов, Пётр Николаевич
Пётр Никола́евич Бургасов (29 января 1915, Тула, Тульская губерния, Российская империя — 26 сентября 2006, Москва, РФ) — советский и российский иммунолог, эпидемиолог, академик АМН СССР (1974), профессор, главный государственный санитарный врач СССР (1965—1986)  , генерал-майор медицинской службы.

## Биография
Родился 29 января 1915 года в Туле в семье слесаря-оружейника Тульского оружейного завода четвёртым (самым младшим сыном) ребёнком.
В силу слабости здоровья остался на второй год в 7 классе средней школы. После окончания седьмого класса поступил в ФЗУ Тульского оружейного завода. С отличием окончил её, сдав квалификационные экзамены на слесаря-оружейника 6 (высшего) разряда. После окончания школы ФЗУ был принят на Тульский оружейный завод, стал бригадиром комсомольской бригады.
Окончив с отличием четвёртый вечерний курс Рабочего факультета в Туле, Пётр Николаевич поступает на дневное отделение Лечебного факультета 2-го Московского медицинского института. На старших курсах Пётр Николаевич начинает вести кружки ГТО, где читает лекции по санпросвету. В конце 1930-х годов П. Бургасов с отличием выпускается из Института. Долгое время он не может получить распределение. Его старший брат в этом время находился под следствием НКВД по обвинению в подготовке заговора, которое было впоследствии снято с него. Его по направлению ЦК ВКП(б) принимают в аспирантуру в ВИЭМ (Всесоюзный институт экспериментальной медицины имени А. М. Горького) по специализации микробиология, чем совсем не планировал заниматься в будущем, так как хотел наряду со своими однокурсниками лечить людей где-нибудь в отдалённых уголках своей необъятной Родины. Тем не менее, после успешной сдачи кандидатского минимума П. Бургасова принимают в ВИЭМ в отдел особо опасных инфекций.
После окончания Финской компании (1939—1940) П. Бургасова, военврача третьего ранга, командование не хотело отпускать обратно в аспирантуру. У П. Бургасова сохранялось сильное желание вернуться обратно на учёбу в аспирантуру. Тогда он воспользовался Постановлением Совнаркома, одобренное Сталиным, согласно которому все добровольцы Финской войны должны были по их просьбе откомандированы обратно к местам их предыдущей учёбы или работы с выплатой денежной компенсации за время их отсутствия на предыдущем месте учёбы или работы. Так П. Бургасова отпустили обратно в аспирантуру.
В период Великой Отечественной войны (1941—1945) был начальником хирургического отделения эвакогоспиталя № 1853, начальником хирургического госпиталя № 3420, начальником санэпидотдела 4-й армии, эпидемиологом 59-й армии на Волховском, Ленинградском, Украинском фронтах, освобождал Новгород, Краков, Прагу, дослужился до звания подполковника.
После окончания войны работал на руководящих должностях в аппарате Министерства обороны СССР. В апреле 1950 года Бургасова перевели на работу в Совет Министров, где он работал под началом Лаврентия Берии.
С 1965 по 1986 год П. Н. Бургасов занимает пост заместителя министра здравоохранения СССР — Главного государственного санитарного врача СССР.
На протяжении 20 лет (с 1965 по 1986 г.) Петр Николаевич проявил себя как талантливый организатор санитарно-эпидемиологической службы СССР.
Большое внимание уделялось П. Н. Бургасовым вопросам совершенствования организации санэпидслужбы. Особое значение в утверждении государственного характера санитарно-эпидемиологической службы имело принятие Верховным Советом СССР в 1969 году «Основ законодательства Союза ССР и союзных республик о здравоохранении». При участии П. Н. Бургасова была подготовлена последняя редакция постановления Правительства № 361 от 31 мая 1973 года «О Государственном санитарном надзоре в СССР».
Именно при П. Н. Бургасове были заложены основы гигиены и токсикологии полимерных материалов, используемых в строительстве, разработаны принципы и критерии гигиенической оценки полимерных материалов, модели их исследования, вопросы прогнозирования и система санитарного надзора за их производством и применением.
Важными вехами в работе санэпидслужбы в этот период были проходившие в 1967—1984 годы Всесоюзные съезды гигиенистов и санитарных врачей, которые имели большое значение для развития и совершенствования деятельности санитарно-эпидемиологической службы, способствовали активному обмену опытом исследовательской и практической работы в разных областях гигиены и эпидемиологии.
П. Н. Бургасов постоянно сохранял интерес к разработке научных основ борьбы и профилактики особо опасных инфекций, результаты его личных исследований в этой области были обобщены в ряде фундаментальных монографий: «Сибирская язва» (1979), «Сибиреязвенная инфекция» (1984), «Холера Эль-Тор» (1971), «Натуральная оспа» (1972), а также «Санитарный щит страны» (1973) и др. Он является автором более 90 научных работ, в том числе 8 монографий, имеет 2 авторских свидетельства на изобретения. Под его руководством было защищено 3 докторских и 9 кандидатских диссертаций.
Научную и организационную работу П. Н. Бургасов всегда активно сочетал с общественной деятельностью. В течение многих лет он был председателем и членом ученых советов ряда институтов, председателем комиссий и комитетов по борьбе с отдельными инфекционными заболеваниями, экспертом ВОЗ по карантинным болезням, а также членом редколлегии и ответственным редактором раздела «Эпидемиология, инфекционные и паразитарные болезни» 3-го издания Большой медицинской энциклопедии, главным редактором журнала «Генетика, микробиология и вирусология», членом редколлегии других периодических медицинских изданий.
За время военной службы П. Н. Бургасов защитил диссертации на соискание учёной степени кандидата медицинских наук (1951 г.) и доктора медицинских наук (1962 г.). В 1962 году в качестве профессора кафедры военно-медицинской подготовки Центрального института усовершенствования врачей возглавил курс эпидемиологии, а в 1969 году стал профессором кафедры медицинской паразитологии.
Жил и работал в Москве по адресам: Улица Рылеева 24/7 и Котельническая набережная 1/15, корпус Б.
Скончался Пётр Николаевич в 2006 году в Москве. Похоронен на Кунцевском кладбище .

### Участие в борьбе с эпидемиями
В июне-сентябре 1970 года участвовал в ликвидации эпидемии холеры Эль-Тор в Батуми и в Астрахани. Вместе с ним работали академик В. И. Покровский и профессор В. Н. Никифоров. Эпидемия в Астрахани была остановлена, из 800 заболевших скончался один человек. Такого достижения на тот момент не было в мировой практике ликвидации эпидемий.
В 1971 году эпидемия холеры Эль-Тор под Новосибирском была предотвращена принятием Бургасовым решения о сбросе в канализацию кислотных материалов промышленных предприятий.
6 апреля 1979 года срочно вылетел в Свердловск для борьбы с эпидемией сибирской язвы. Источник эпидемии предположительно находился в 19-м военном городке, где Бургасов ранее работал над разработкой средств защиты от биологического оружия. Вместе с ним для выяснения ситуации и оказания помощи заражённым туда была направлена группа специалистов, в которую вошли главный инфекционист РСФСР В. Н. Никифоров, эпидемиолог И. С. Безденежных и сын П. Н. Бургасова, врач-инфекционист С. П. Бургасов. До конца жизни отрицал причастие Свердловска-19 к эпидемии.
В 1980 году, будучи членом международного комитета ВОЗ при ООН по ликвидации оспы в мире, подписал акт о полной ликвидации эпидемии оспы на планете.
До конца 1980-х годов — Главный редактор журнала «Генетика и микробиология».
С 1985 г. по 1990 г. — советник Министра Медицинской и микробиологической промышленности СССР В. А. Быкова.

## Награды
- 2 ордена Ленина
- орден Отечественной войны I степени
- орден Отечественной войны II степени
- орден Трудового Красного Знамени
- орден Красной Звезды
- орден Дружбы народов
- орден «За заслуги перед Отечеством» (ГДР) в Золоте

### Звания
- 28 февраля 1974 году избран академиком АМН СССР[5].
- Профессор, генерал-майор медицинской службы в отставке.
- За работы в области социальной гигиены П. Н. Бургасов в 1996 году удостоен премии имени Ефима Ивановича Смирнова.
- Академик Академии медико-технических наук РФ.
- Награждён дипломом Европейской академии естественных наук, дипломом Альберта Швейцера,
- сертификатом Всемирной организации здравоохранения (за вклад в ликвидацию в стране полиомиелита),
- золотой медалью ВДНХ СССР
- кавалер кубинского ордена Финлея

## Основные труды
- Бургасов П. Н., Черкасский Б. Л., Марчук Л. М., Щербак Ю. Ф. Сибирская язва. — М.: Медицина, 1970. — 128 с. — 5000 экз.
- Бургасов П. Н. Холера Эль-Тор: Руководство для врачей. — М.: Медицина, 1971. — 264 с. — (Библиотека практического врача). — 30 000 экз.
- Бургасов П. Н., Николаевский Г. П. Натуральная оспа: Руководство для практических врачей. — М.: Медицина, 1972. — 208 с. — 25 000 экз.
- Бургасов П. Н., Румянцев С. Н. Эволюция клостридиозов. — М.: Медицина, 1974. — 248 с. — 5000 экз.
- Бургасов П. Н. Холера Эль-Тор: Руководство для врачей. — 2-е изд., перераб. и доп. — М.: Медицина, 1976. — 264 с. — 5000 экз.
- Бургасов П. Н., Безденежных И. С. Научные основы организации профилактики инфекционных болезней. — М.: Медицина, 1977. — 336 с.
- Сумароков А. А., Салмин Л. В. Прививочное дело: (Организационно-методические основы): руководство / Под ред. П. Н. Бургасова. — М.: Медицина, 1983. — 200 с. — 15 000 экз.
- Бургасов П. Н., Рожков Г. И. Сибиреязвенная инфекция. — М.: Медицина, 1984. — 212 с.
- Бургасов П. Н., Румянцев С. Н. Антимикробный конституциональный иммунитет. — М.: Медицина, 1985. — 256 с.